# Nicolaes van Wassenaer
Nicolaes (Klaes, Claes) van Wassenaer (1571?-1630) was een Amsterdamse arts en chroniqueur. Zijn uit 21 delen bestaande en destijds fameuze Historisch Verhael, bevatte de verzameling van een groot aantal nieuwtjes en hedendaagse gebeurtenissen uit de Nederlanden, Europa, Azië, Amerika en elders. Van Wassenaer had een wereldwijde correspondentie en was onder andere aanwezig tijdens het Beleg van Grol in 1627. Hij schreef pamfletten en om de 6 maanden gaf hij een nieuw deel uit van het Historisch Verhael.
Tot zijn werk behoren onder andere beschrijvingen van Nederlandse kolonisten met Indianen in Noord-Amerika, onder meer enkele van de vroegst traceerbare beschrijvingen van Nieuw-Amsterdam (nu: New York), en de oorspronkelijke bewoners van Afrika.
Tevens zijn de oudst bekende opgeslagen temperatuurmetingen gedaan door Van Wassenaer (1622-1630).